# Мейендорф, Егор Фёдорович
Барон Егор Фёдорович Мейендорф (1794—1879) — генерал-адъютант, генерал от кавалерии, обер-шталмейстер. Президент Евангелическо-лютеранской генеральной консистории (1845—1879). Единственный в истории обладатель придворного звания «в должности обер-шталмейстера».

## Биография
Егор Мейендорф родился 26 декабря 1794 года в Эстляндской губернии, происходил из немецко-балтийского баронского рода Мейендорфов, старший сын генерал-майора барона Берендта Фридриха Рейнгольда Мейендорфа (1762—1836) от брака с Анной Гертрудой (1770—1841), урождённой Штакельберг.
Образование получил в училище колонновожатых, 27 января 1812 г. произведён в прапорщики и во время Отечественной войны 1812 года принял деятельное участие в сражениях под Витебском и Смоленском, а по отступлении русских войск от Смоленска находился при отряде генерала Тучкова 3-го и награждён орденом св. Анны 4-й степени. В Бородинском сражении Мейендорф был тяжело ранен.
По выздоровлении принял участие Заграничном походе, где был в сражениях под Лютценом и Бауценом. За отличие в сражении под Кульмом Мейендорф был награждён орденом св. Владимира 4-й степени и Кульмским крестом. В чине подпоручика Мейендорф сражался под Лейпцигом, при Бриенне, Арси-сюр-Об и Фер-Шампенуазе.
В 1825 году был произведён в полковники и назначен командиром Малороссийского кирасирского полка, с которым в 1831 году участвовал в подавлении польского восстания 1831 г. В сражении при Грохове Мейендорф произвёл знаменитую кавалерийскую атаку на польский центр. За это блестящее дело 21 февраля 1831 года Мейендорф получил звание флигель-адъютанта и орден св. Георгия 4-й степени (№ 4524 по кавалерскому списку Григоровича — Степанова)
За отличие в сражении с польскими мятежниками под Гроховым в феврале 1831 года, где произвел кавалерийскую атаку на центр польских войск, смял и рассеял два польских каре, защищавших батарею, прорвался сквозь три неприятельских линии и проскакал в тыл польской армии, к стенам Праги. Здесь, ввиду отсутствия поддержки, оказался отрезанным от русского отряда всеми польскими войсками. Не дав последним опомниться, с большим мужеством и отвагой совершил обратный прорыв.
Произведённый 22 августа того же года в генерал-майоры и награждённый орденом св. Анны 1-й степени (императорская корона к сему ордену пожалована была в 1833 году), Мейендорф в мае 1833 года был назначен командиром лейб-гвардии Конного полка, которым командовал до декабря 1837 года, а в 1838 г. — управляющим придворной конюшенной частью. 1 июня 1842 г. Мейендорф был награждён званием генерал-адъютанта, 11 апреля 1843 года произведён в генерал-лейтенанты. В 1853 году награждён орденом св. Александра Невского (алмазные знаки к сему ордену пожалованы в 1859 году). В 1855 году был пожалован придворным званием «в должности обер-шталмейстера». В 1856 году был утверждён в исправляемой ранее должности президента Придворной конюшенной конторы и пожалован чинами обер-шталмейстера и генерала от кавалерии.
В качестве знатока лошади и опытного кавалериста участвовал во многих комиссиях, имевших целью улучшение ремонта кавалерии и артиллерии. В 1862 г. назначен вторым шефом кирасирского принца Альберта Прусского полка. В 1868 году награждён орденом св. Владимира 1-й степени и в 1873 году — орденом св. Андрея Первозванного.
Среди прочих наград имел иностранные ордена «Pour le Mérite» (Пруссия), Красного орла (Пруссия), Гвельфов 1-й степени (Ганновер), Людвига (Гессен-Дармштадт), Большой крест Даннеброг (Дания), Слона (Дания), Вюртембергской Короны.
По очерёдности награждения входил в состав пенсионеров — кавалеров ордена Святого Георгия 4-й степени (150 рублей в год) и в состав пенсионеров — кавалеров ордена Святого Александра Невского (500 рублей в год).
Умер 27 октября 1879 года в Санкт-Петербурге (из служебных списков исключён 25 ноября).

## Памятник Лютеру
Во второй половине XIX века барон Мейендорф предпринял попытку установить в историческом центре Таллина памятник Мартину Лютеру, однако не получил при этом поддержку российских властей. Тогда он решил соорудить монумент на принадлежавшей ему земле близ местечка Кегель (современный Кейла). Статуя по проекту Петра Клодта была установлена в 1862 году вблизи дороги из Кегеля в Ревель. Это был единственный памятник Лютеру, установленный в Российской империи и первый монумент с надписями на эстонском языке. В 1949 году мемориал был уничтожен советскими властями.

## Семья
Жена (с 26.01.1834) — Ольга Фёдоровна Потёмкина (22.03.1808—21.05.1852), фрейлина двора, вдова генерал-адъютанта Я. А. Потёмкина; дочь сенатора Фёдора Максимовича Брискорна (1760—1819) от брака с Ольгой Константиновной Струковой (1776—1836; урождённой Маврогени). Долли Фикельмон писала об их женитьбе:
Генерал Мейендорф, которому для полноты жизни недостает только состояния, ищет богатую невесту. Прекрасные глаза маленькой Потемкиной, как кажется, заставили его решиться, поскольку он настойчиво ухаживает за ней. Она понимает, что прежде чем плениться её глазами, он пленился её деньгами, по этой причине  она и сторонится его, но в арсенале Мейендорфа — исключительно красивое лицо, известность, блестящая репутация военного и страстное желание нравиться.
 Ольга Фёдоровна вместе с мужем была знакома с А. С. Пушкиным; поэт был у них на балу в декабре 1836 года. Умерла от рака груди. В браке родились дети:
- Николай (1835—1906), генерал от кавалерии.
- Егор (1837—1841)
- Феофил (1838—1919), генерал от кавалерии.
- Кондратий (1840—1913)
- Ольга (1841—1902), с 1861 года замужем за князем Иваном Юрьевичем Трубецким (1841—1915).
- Фёдор (1842—1911), генерал-майор.
- Елизавета (1843— ?), фрейлина двора, замужем (с 07.02.1873, Флоренция) за первым секретарем греческого посольства в Петербурге Михаилом Константиновичем Заграфо (1841). Их дочь Мария (1874—1933), была замужем за графом Александром Анатольевичем Орловым-Давыдовым.
- Александр (1848—1907), генерал-лейтенант.